# 罗纳德·斯特雷顿
罗纳德·斯特雷顿（英語：Ronald Stretton，1930年2月13日—2012年11月12日），英国男子自行车运动员。他曾代表英国参加1952年夏季奥林匹克运动会自行车比赛，获得男子团体追逐赛铜牌。